# Achille de Harlay de Sancy

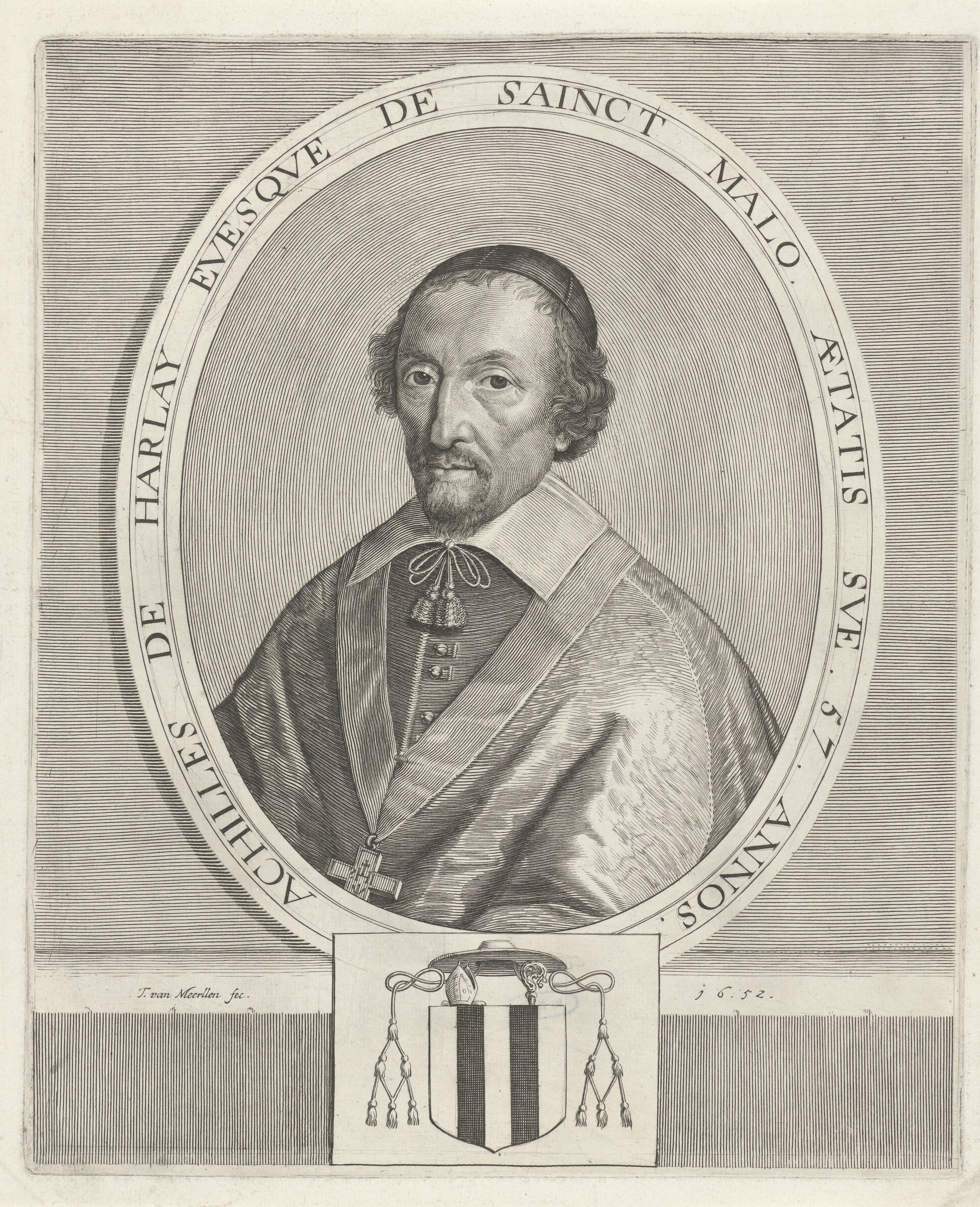
Achille de Harlay de Sancy im 57. Lebensjahr, Theodor van Merlen, 1652

Achille de Harlay de Sancy (* 1581 in Paris; † 26. November 1646 in Saint-Malo), Baron de Sancy, war ein französischer Diplomat, römisch-katholischer Kleriker und Intellektueller: Er war französischer Botschafter im Osmanischen Reich und Bischof von Saint-Malo, sowie Linguist und Orientalist.

## Leben

### Anfänge
Achille de Harlay de Sancy war ein Sohn von Nicolas de Harlay de Sancy, Surintendant des Finances des Königs Heinrich IV., und Marie Moreau. Seine Ausbildung in der Jugend ist nicht bekannt, lediglich, dass er als jüngerer Sohn für eine Laufbahn in der Kirche vorgesehen war. Er studierte um 1599 am Collège de Lisieux, wo er einen Doktortitel in Rechtswissenschaften erwarb, wobei der spätere Kardinal Richelieu sein Kommilitone war, mit dem er sein Leben lang befreundet blieb (er wurde einer der Redakteure von Richelieus Memoiren). Er schlug zunächst die kirchliche Laufbahn ein, wurde Kommendatarabt von Villeloin (Touraine), Saint-Benoît-sur-Loire (1601) und Sainte-Marie des Chasteliers (Poitou), bevor ihn Heinrich IV. 1603 zum Bischof von Lavaur ernannte. Er nahm dieses Amt jedoch nicht an, sondern verließ den geistlichen Stand, nachdem sein älterer Bruder 1601 bei der Belagerung von Ostende gefallen war, und nahm den Titel Marquis de Morainvilliers an. Seine Einnahmequelle als Abt von Saint-Benoît gab er 1604 an den Duc de Sully weiter.

### Diplomatische Karriere
Von 1610 bis 1619 wurde er unter der Regentschaft von Maria de’ Medici und unter dem Namen Marquis de Morainvilliers als französischer Botschafter in der Levante (Konstantinopel) eingesetzt. Dort lernte er Arabisch (wofür er in Frankreich häufig kritisiert wurde), erwarb eine große Anzahl griechischer und hebräischer Manuskripte (darunter den Samaritanischen Pentateuch), die er für sich kopieren ließ. Seine wertvolle Bibliothek vermachte er den Patres der Kongregation vom Oratorium des heiligen Philipp Neri; die erworbenen Manuskripte befinden sich heute in der Bibliothèque nationale de France. Er häufte hier aber auch mit zweifelhaften Mitteln ein Vermögen von etwa 16.000 Livres an und wurde wegen Betrugs von Sultan Mustafa I. (den er in dessen ersten Regierungszeit 1617/18 erlebte), zur Bastonade verurteilt. Einer seiner Sekretäre (Lefevre) verfasste das Manuskript Voyage de M. de Sancy, ambassadeur pour le Roi en Levant, fait par terre depuis Raguse jusques à Constantinople l’an 1611.
Er kehrte in den geistlichen Stand zurück und machte seinen Baccalaureus in Theologie. Von 1618 bis 1628 war er Kommendatarabt der Abtei Saint-Urbain im Bistum Châlons. 1619 trat er in die Congrégation de l’Oratoire in der Rue Saint-Honoré ein, deren Generaloberer er wurde, nachdem er 1620 zum Priester geweiht worden war. Er wurde an den savoyischen Hof entsandt und 1627, als François de Bassompierre nach England geschickt wurde, um die Differenzen zwischen Königin Henrietta Maria von Frankreich und ihrem Ehemann, König Karl I. von England, zu schlichten, als Kaplan und Beichtvater der englischen Königin ihrem kirchlichen Haushalt zugeteilt – bis der König seine Entlassung durchsetzte.

### Episkopat und Tod
Am 16. August 1631 wurde Achille de Harlay de Sancy von König Ludwig XIII. zum Bischof von Saint-Malo ernannt, was Papst Urban VIII. am 10. November 1631 bestätigte; er wurde im Januar 1632 geweiht und nahm am 27. Februar 1632 das Bistum durch einen Prokurator in Besitz, trat das Amt aber erst am 29. Mai 1632 mit seinen Einzug in die Stadt an. Im Jahr 1634 führte er den Vorsitz bei den États de Bretagne. 1636 weihte er die Kirche der Franziskaner-Rekollekten auf der Insel Cézembre vor der Küste von Saint-Malo. Im August 1639 wurde er zum Abt von Saint-Méen et Gaël ernannt. Hier setzte er dann die Richtlinien des Konzils von Trient um und wandelte das Kloster am 20. Oktober 1643 in ein Diözesanseminar um, wobei die Benediktiner den Lazaristen Platz machen mussten, eine Entscheidung die durch Patentbriefe vom März 1646 bestätigt wurde.
1644 erreichte er, dass sein Neffe Ferdinand de Neufville de Villeroy zum Koadjutor mit dem Recht der Nachfolge im Bistum Saint-Malo ernannt wurde. Letzterer, den er am 28. August zum Bischof von Sebaste weihte, stieg dann durch den Rücktritt seines Onkels am 20. November 1646 zum Bischof von Saint-Malo auf.
Achille de Harlay de Sancy starb sechs Tage später. Der Leichnam wurde einbalsamiert und am 18. Dezember in der Kathedrale Saint-Vincent in Saint-Malo in der Nähe des Taufbeckens beigesetzt.